# Österreichischer Sparkassenverband
Der Österreichische Sparkassenverband (ÖSPV) ist die Interessensvertretung der Sparkassengruppe Österreich. Er wurde 1905 gegründet und bearbeitet Aufgaben in demokratischem Geiste auf ausschließlich fachlicher Grundlagen.

## Organisation
Ordentliche Mitglieder sind alle Sparkassen Österreichs, die Erste Bank, die Erste Group, die Die Zweite Sparkasse und die Landesverbände der Sparkassen. Außerordentliche Mitglieder sind vor allem die für Finanzdienstleistungen gegründeten Tochterunternehmen der Sparkassen und der Deutsche Sparkassen- und Giroverband. Es existiert im Verband auch eine sogenannte Stiftungsplattform, wo 35 Sparkassenprivatstiftungen vertreten sind und dient dem gemeinsamen planen von Stitungsprojekten. An der Spitze des Sparkassenverbandes steht der von allen Mitgliedsinstituten gewählte Präsident, die Geschäftsstelle wird vom Generalsekretariat geleitet.
Präsidentin ist derzeit (Stand 6/2024) Mag. Stefanie Christina Huber (Vorstandsvorsitzende der Sparkasse Oberösterreich), Generalsekretär ist Mag. Franz Portisch.
Der ÖSPV besteht aus mehreren Sektionen, wie z. B.: Generalsekretariat, Kompetenzzentrum Recht, Kompetenzzentrum Informationsmanagement, European Affairs Büro Brüssel, Personal / Sparkassen-Kollektivvertrag, Finanzen & Interne Organisation.

## Geschichte
Der Sparkassenverband wurde 1905 gegründet, sein Sitz ist in Wien und er führt seit 2000 den Namen „Österreichischer Sparkassenverband“. Zwischen 1905 und 1938 hieß er Reichsverband deutscher Sparkassen in Österreich, zwischen 1946 und 2000 Hauptverband der österreichischen Sparkassen. Seit 1947 führt er nach einem Delegierungsabkommen auch die Agenden des Fachverbandes der Sparkassen als Unterorganisation der Wirtschaftskammer Österreich.

## Agenden
Der Österreichische Sparkassenverband ist die Interessenvertretung der österreichischen Sparkassen (national und in der EU) und der Dachverband der österreichischen Sparkassengruppe. Der Sparkassenverband ist die strategische Plattform, die sowohl der politischen Vertretung als auch dem internen Interessenausgleich dient, sowie für die Sparkassen Beratungs- und Serviceleistungen erbringt.
Die Abteilung European Affairs mit Sitz in Brüssel setzt sich für die Interessen der österreichischen Sparkassen auf nationaler, europäischer und internationaler Ebene ein. Sämtliche Anliegen werden gegenüber Europäischer Kommission und Europäischem Parlament gezielt vor Ort vertreten und regulatorische Entwicklungen und Rahmenbedingungen im Finanzdienstleistungsbereich antizipiert. Seit dem 1. April 2018 wird das Büro in Brüssel von Amrit Rescheneder geleitet.
Der Österreichische Sparkassenverband nimmt darüber hinaus die Funktionen des Fachverbandes der Sparkassen wahr und führt als Arbeitgebervertretung die Kollektivvertragsverhandlungen mit der Gewerkschaft GPA-gjp als Arbeitnehmervertreter. Auf den Gebieten Recht und Datenmanagement bietet der Sparkassenverband Dienst- und Serviceleistungen an und steht den Sparkassen für Auskünfte und Beratungen u. a. zu Dienst-, Steuer- und Bankenrecht zur Verfügung. Des Weiteren ist der Verband für die Presse- und Öffentlichkeitsarbeit der Sparkassengruppe zuständig und unterstützt die regionale Pressearbeit der Sparkassen.
Der Österreichische Sparkassenverband setzt sich gegen Bargeldeinschränkungen ein.
Der Verband gibt die österreichische Sparkassen-Zeitung heraus und ist an folgenden internationalen Sparkassenvereinigungen beteiligt:
- Europäische Sparkassenvereinigung, Brüssel
- Weltinstitut der Sparkassen, Brüssel